# Fleury (Passo di Calais)
Fleury è un comune francese di 117 abitanti situato nel dipartimento del Passo di Calais nella regione dell'Alta Francia.

## Società

### Evoluzione demografica
Abitanti censiti